# Wakana Yamazaki
Wakana Yamazaki (山崎 和佳奈 Yamazaki Wakana?, Yokohama, 21 de marzo de 1965) es una actriz, seiyū y narradora japonesa que trabaja para Aoni Production.

## Voces interpretadas

### Cine
- Ran Mōri en la película Detective Conan: El Puño de Zafiro Azul (2019).

### Anime
- Air Gear (Benkei)
- Bannō Bunka Nekomusume (Tieko)
- Bobobo-bo Bo-bobo (Suzu)
- Captain Tsubasa (Maki Akamine)
- Dai no Daibouken (Soara)
- Detective Conan (Ran Mouri)
- Digimon Adventure 02 (Arukenimon)
- Doki Doki School Hours (Rio Kitagawa)
- Dragon Ball GT (Bisshu)
- Fighting Beauty Wulong (Ran Mao)
- Gasaraki (Piloto Ishtar)
- Ge Ge Ge no Kitaro (4.ª Temporada) (Bone)
- Ghost Sweeper Mikami (Maria, Shoryuki)
- Godannar (Shukuyu)
- Gulliver Boy (Phoebe)
- Himitsu no Akko-chan (3.ª temporada) (Atsuko "Akko" Kagami)
- InuYasha (Suzuna)
- Kamikaze Kaito Jeanne (Sazanka, Myst)
- Kiteretsu Daihyakka (Satsuki Hanamaru)
- Last Exile (Sophia Forrester)
- Magical Taruruuto-kun (Eiko Kusada)
- Marmalade Boy (Meiko Akizuki)
- Miracle Girls (Marie)
- Mobile Fighter G Gundam (Bunny Higgins)
- Montana Jones (Ariel)
- Gokinjo Monogatari (Mai Ota)
- One Piece (Nojiko, Nami (70-78))
- Pokémon (Chisato)
- Puyo Puyo (Harpy)
- Sailor Moon R (Kōan)
- Sailor Moon Sailor Stars (Reina Nehellenia (de pequeña))
- Saint Seiya Omega (Galia de la Espada Sagrada)
- Shōnan Jun'ai Gumi (Natsumi)
- The Twelve Kingdoms (Kyo-o)
- Trigun (Monica)
- Xenosaga: The Animation (Shelley Godwin, Pellegri)
- Yu-Gi-Oh! (Risa Kageyama A)
- Konjiki no Gash Bell!! (Hana Takamine)
- Warau Salesman (Roles Diversos)

### OVAs
- Guardian Angel Getten (Shoko Yamanobe)
- Interlude (Yuuki Takase)
- Shōnan Jun'ai Gumi (Natsumi)[1]
- Super Dimensional Cavalry Southern Cross (Toria)

### Teatro
- Ghost Sweeper Mikami (Maria)
- Marmalade Boy (Siyuugetu)

### Videojuegos
- Ace Combat 5 (Kei Nagase)
- Black Matrix (Puraha)
- Dead or Alive (Ayane)
- Dead or Alive 2 (Ayane)
- Dead or Alive 3 (Ayane)
- Dead or Alive Xtreme Beach Volleyball (Ayane)
- Dead or Alive 4 (Ayane)
- Dead or Alive Xtreme 2 (Ayane)
- Dead or Alive Paradise (Ayane)
- Detective Conan: Tsuioku no Mirajiyu (Ran Mouri)
- Hot Shots Golf: Open Tee (Mai)
- Interlude (Yuuki Takase)
- Mitsumete Knight (Pico, Noel)
- Never7 (Saki Asakura)
- Ninja Gaiden (Ayane)
- Ninja Gaiden Sigma (Ayane)
- Ninja Gaiden II (Ayane)
- Ninja Gaiden Sigma 2 (Ayane)
- Puyo Puyo (Harpy)
- Samurai Warriors (Izumo no Okuni, Nene, Kunoichi)
- Star Ocean (Iria Silvestoli, Perisie)
- Valkyrie Profile (Mystina)

### Voces en vivo
- B-Fighter Kabuto (Mother Melzard)

### Radio
- Doki Doki School Hours (Kitagawa)